# موسى بن طلحة بن عبيد الله
أبو عيسى موسى بن طلحة بن عبيد الله (المتوفي سنة 103 هـ) تابعي وأحد رواة الحديث النبوي، المعروف بلقب المهدي لصلاحه. وأبوه الصحابي طلحة بن عبيد الله أحد العشرة المبشرين بالجنة.

## نسبه وأسرته
ينتمي موسى بن طلحة بن عبيد الله بن عثمان بن عمرو بن كعب بن سعد إلى بني تيم بن مُرّة القرشيين، وكُنيته أبو عيسى أو أبو محمد. وأم موسى هي خولة بنت القعقاع بن معبد بن زرارة بن عدس بن زيد التميمية، وإخوته لأبيه وأمه إسحاق بن طلحة وعائشة بنت طلحة ومريم بنت طلحة. وقد ولد موسى بالمدينة المنورة، وعاش اثنتي عشرة سنة فيها في صحبة عثمان بن عفان، يتعلم منه ويروى عنه. ثم انتقل إلى الكوفة، وأقام فيها.
توفي موسى بن طلحة في آخر سنة 103 هـ بالكوفة، وصلى عليه الصقر بن عبد الله المزني عامل عمر بن هبيرة على الكوفة. ولموسى من الولد عيسى ومحمد وإبراهيم وعائشة التي تزوجها عبد الملك بن مروان فولدت له بكار، ثم تزوجها علي بن عبد الله بن العباس بن عبد المطلب وقريبة وأمهم أم حكيم بنت عبد الرحمن بن أبي بكر الصديق، وعمران وأمه أم ولد ويقال لها جيداء.

## روايته للحديث النبوي
- روى عن: أبيه طلحة بن عبيد الله وعثمان بن عفان وعلي بن أبي طالب وأبي ذر وأبي أيوب وعائشة بنت أبي بكر وأبي هريرة[1] وحكيم بن حزام وحمران بن أبان[2] والزبير بن العوام وزيد بن خارجة وعبد الله بن عمر بن الخطاب وعثمان بن أبي العاص وعقيل بن أبي طالب ومعاوية بن أبي سفيان ويزيد بن الحوتكية وأبي واقد الليثي وأبي اليسر السلمي.[6]
- روى عنه: ابنه عمران بن موسى وحفيده سليمان بن عيسى، وأولاد إخوته معاوية وموسى ابنا إسحاق بن طلحة، وطلحة وإسحاق ابنا يحيى بن طلحة، وسماك بن حرب وبيان بن بشر الأحمسي وعبد الملك بن عمير وعثمان بن عبد الله بن موهب، وابناه محمد وعمرو ابنا عثمان[1] وإبراهيم بن مهاجر البجلي والحكم بن عتيبة وحكيم بن جبير الأسدي وخالد بن سلمة الفأفاء وسعد بن طارق الأشجعي وعثمان بن حكيم وأبو حصين عثمان بن عاصم الأسدي ومحمد بن عبد الرحمن مولى آل طلحة والمسيب بن رافع والمغيرة بن عتيبة بن النهاس العجلي القاضي[6] وحفيد أخيه موسى بن عبد الله بن إسحاق بن طلحة ويحيى بن سام وأبو إسحاق السبيعي.[7]
- الجرح والتعديل: عدّه العجلي من الثقات،[1] وذكره ابن سعد في الطبقة الأولى من أهل المدينة، وفي الطبقة الثانية من أهل الكوفة.[7] كما روى له الجماعة.[8]

## مكانته الدينية
قال عنه أبو حاتم الرازي: «هو أفضل ولد طلحة بعد محمد»، وقال عاصم بن أبي النجود: «فصحاء الناس ثلاثة موسى بن طلحة التيمي، وقبيصة بن جابر الأسدي، ويحيى بن يعمر»، وقال عبد الملك بن عمير: «كان فصحاء الناس أربعة موسى بن طلحة، وقبيصة بن جابر الأسدي، وعبد الله بن هريم السلولي، والحسن البصري»، وقال ابن سعد: «كان ثقة، كثير الحديث»، وقال أحمد بن حنبل: «ليس به بأس»، وقال العجلي عنه: «تابعي، ثقة، وكان خيارًا»، وقال ابن خراش: «مُوسَى بن طلحة من أجلاء المسلمين».